# 헤리베르트 베버
헤리베르트 베버(독일어: Heribert Weber, 1955년 6월 28일, 슈타이어마르크 주 푈스 ~)는 오스트리아의 전직 프로 축구 선수이자 감독이다. 그는 현재 스카이 외스터라이히의 오스트리아 분데스리가, 챔피언스리그, 그리고 유로파리그의 주 스포츠 해설가로 활동하고 있다.

## 클럽 경력
슈타이어마르크 주 출신인 베버는 슈투름 그라츠에서 신고식을 치렀고, 1978년 월드컵 종료 후 빈의 거함인 라피트 빈으로 이적했다. 그는 1980년대 빈의 전성기에 활동하며 오스트리아 분데스리가를 4번 우승했고, 컵대회도 4번 우승했으며, 1985년에는 유러피언 컵위너스컵 결승전에 올랐지만, 에버턴에 패했다. 그는 1981년과 1986년부터 1989년까지 라피트 빈의 주장을 맡았다. 그는 1999년에 라피트 빈 세기의 선수단에 뽑히기도 했다.
그는 말년에 잘츠부르크로 이적해 전성기를 보내던 구단의 리그를 1번 추가했다. 1994년, 그는 인테르나치오날레와의 UEFA컵 결승전에 출전했다.

## 국가대표팀 경력
베버는 1976년 4월에 스웨덴을 상대로 국가대표팀 첫 경기를 치렀고, 1978년과 1982년 월드컵에 참가했다. 그는 국가대표팀 경기에 68번 출전해 1골을 기록했다. 그의 마지막 국가대표팀 경기는 1989년 10월에 열린 튀르키예와의 월드컵 예선전 경기였다.

## 감독 경력
지도자로서, 베버는 잘츠부르크를 지도해 또 리그를 우승했고, 그 외에도 라피트 빈과 독일의 자르브뤼켄을 지도했다.

## 수상

### 선수
라피트 빈
- 오스트리아 분데스리가: 1981–82, 1982–83, 1986–87, 1987–88
- ÖFB 컵: 1982–83, 1983–84, 1984–85, 1986–87

잘츠부르크
- 오스트리아 분데스리가: 1993–94

### 감독
잘츠부르크
- 오스트리아 분데스리가: 1996–97